# Édouard Louis Trouessart

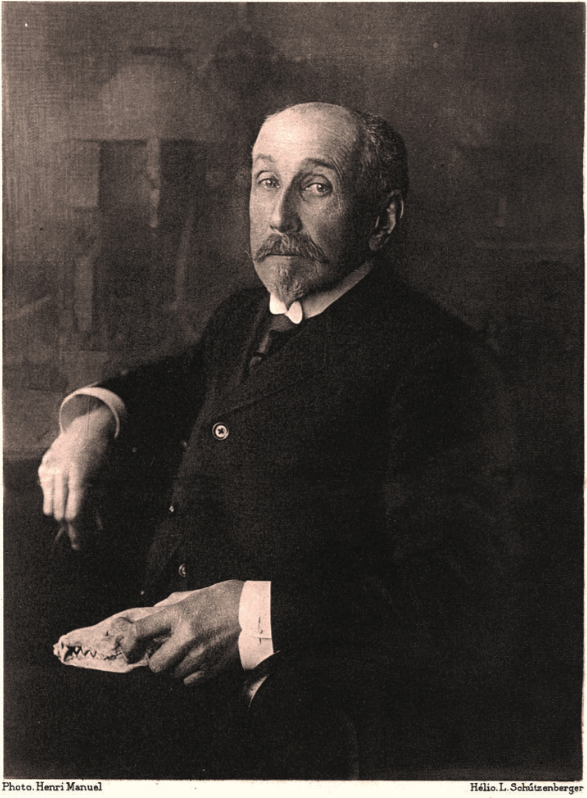
Édouard Louis Trouessart (Bild von L. Schützenberger)

Édouard Louis Trouessart (geboren am 25. August 1842 in Angers; gestorben 30. Juni 1927 in Paris) war ein französischer Zoologe und Professor am Muséum national d’histoire naturelle. Vor allem für die Mammalogie, speziell die Systematik der Säugetiere, lieferte er zentrale Arbeiten und beschrieb etliche Taxa der Säugetiere, die zu einem großen Teil bis heute Bestand haben.

## Leben und Werk
Trouessart wurde 1842 in Angers im Westen Frankreichs geboren, sein Vater war Professor für Physik an der Universität Poitiers. Édouard Louis ging in Angers zur Schule und studierte anschließend Medizin in Poitiers. Er wechselte an die militärische medizinische Hochschule nach Strasbourg, musste diesen Weg jedoch wahrscheinlich aufgrund einer Krankheit aufgeben. Er wechselte erneut nach Poitiers, wo er 1864 Assistent in der naturwissenschaftlichen Fakultät wurde und erneut Medizin und Naturwissenschaften studierte. 1870 wurde er in Poitiers promoviert.
Im Deutsch-Französischen Krieg von 1870 bis 1871 diente er in der französischen Armee, wo er wahrscheinlich den Dienstgrad eines Major der 36. „corps mobiles de la Vienne“ erreichte und bei der Verteidigung von Paris diente. Nach dem Krieg kehrte er in seine Heimatregion zurück und arbeitete als Arzt in Villevêque für alte und arme Menschen. Neben seiner medizinischen Arbeit beschäftigte er sich mit Naturkunde und war ein regelmäßiger Besucher des Naturkundemuseums von Angers, daneben publizierte er erste Arbeiten zur Naturkunde.

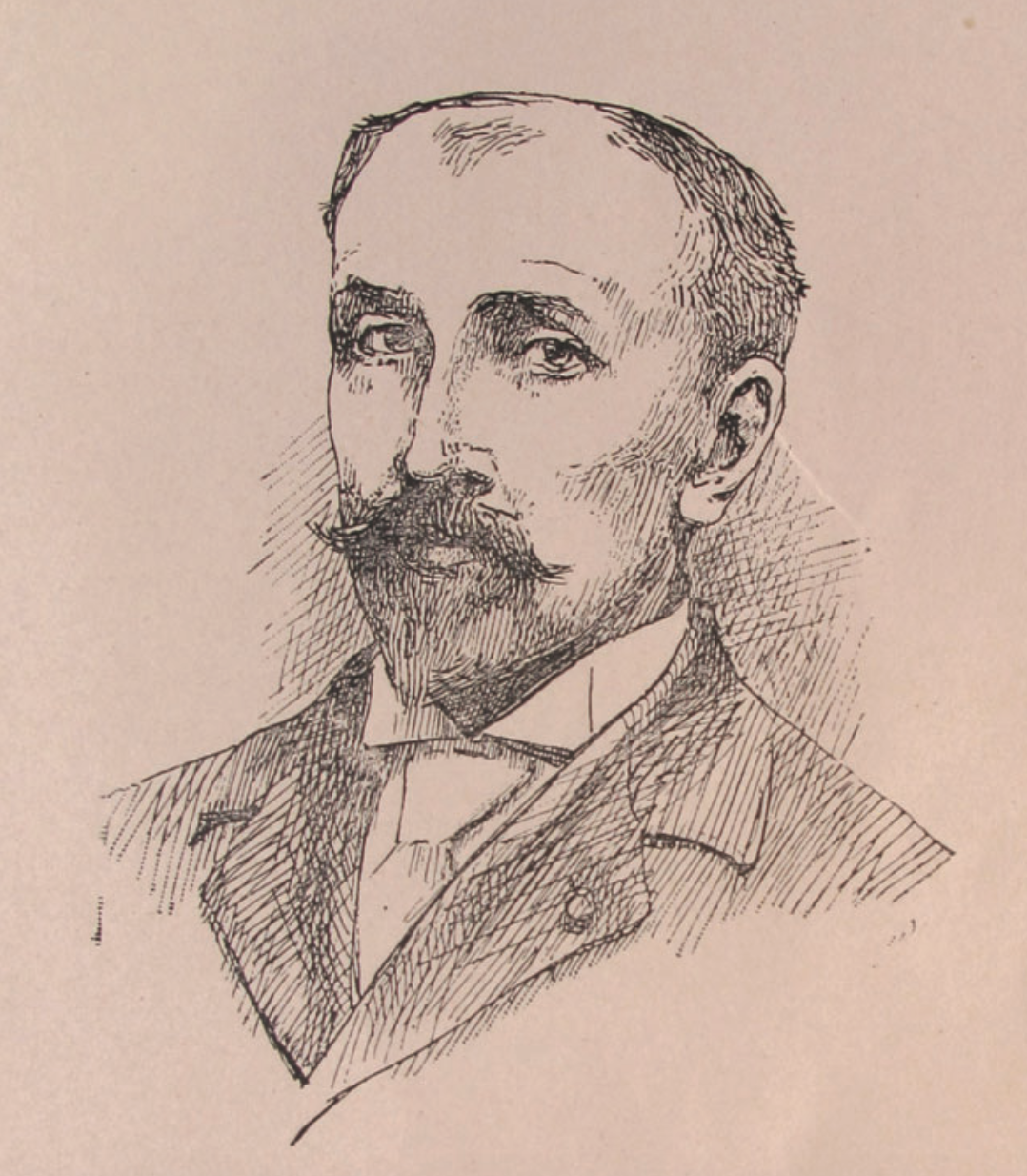
Édouard Louis Trouessart (Olivier Couffon, 1906)

Von 1882 bis 1885 arbeitete er im Museum in Angers als Direktor und wurde gleichzeitig Professor für Naturkunde. Er übernahm die Sammlung des Museums in einem unorganisierten und unaufgeräumten Zustand und begann, sie gemeinsam mit Édouard Aubert (Schmetterlinge), Joseph Gallois (Käfer) und Dr. Lieutaud (Säugetiere) aufzuräumen und neu zu sortieren. Er selbst übernahm die Sammlungen der Mineralogie, Paläontologie und Ornithologie und spendete dem Museum seine eigene Privatsammlung, gleichzeitig vergrößerte er sie um Spenden vom Muséum national d’histoire naturelle in Paris und weitere Neubeschaffungen sowie die Erweiterung der Bibliothek und der Präparationsmaterialien. Am 5. Januar 1885 kündigte er die Stelle, nachdem ihm öffentliche Mittel für den notwendigen Platz im Museum verweigert wurden und er darüber mit der Regionalverwaltung in Streit lag. Während seiner Zeit in Angers publizierte er weiter und veröffentlichte auch erste Erstbeschreibungen für Fledermäuse und Spitzmäuse aus seiner eigenen Sammlung.
1885 ging er nach Paris und arbeitete als Mediziner, zudem war er regelmäßiger Besucher des Muséum national d’histoire naturelle. Der Direktor Alphonse Milne-Edwards nahm ihn in die Abteilung für Vögel und Säugetiere auf, die vor ihm von den namhaften Zoologen Étienne und Isidore Geoffroy Saint-Hilaire geleitet wurde. Er gab ihm eine Stelle als Volontär und Assistent, bei der er in verschiedenen Projekten zur Systematik und Taxonomie unter anderem mit Primaten arbeitete. Milne-Edwards Assistent Émile Oustalet wurde zu dieser Zeit Leiter der Abteilung für Anatomische Zoologie. Er arbeitete seit 1873 in der Abteilung für Vögel und Säugetiere und wurde 1900 Leiter dieser Abteilung. Oustalet konzentrierte sich allerdings vor allem auf die Ornithologie und arbeitete nur selten mit Trouessart, mit dem er auch keine Publikationen veröffentlichte. Nach dem Tod von Oustalet im Jahr 1905 wurde Trouessart 1906 zum Professor am Museum berufen und arbeitete als Leiter der Abteilung für Säugetiere und Vögel bis 1926, als er im Alter von 84 Jahren zum Rücktritt gezwungen wurde. Ein Jahr später, 1927, starb Trouessart. Sein Nachfolger wurde Édouard Bourdelle (1876–1960), der auch seinen Nachruf verfasste.

## Bedeutung
Edouard-Louis Trouessart (1842–1927) war eine der zentralen Personen der frühen mammalogischen Forschung und er verband bereits zum Beginn des 20. Jahrhunderts die systematisch-zoologische Arbeit mit paläontologischen und biogeographischen Erkenntnissen. Vor allem seine 1910 erschienene Monografie über die Säugetiere Europas, Conspectus Mammalium Europeae: Faune des Mammifères d’Europe, gilt gemeinsam mit der 1912 von dem Amerikaner Gerrit Smith Miller veröffentlichten Catalogue of the Mammals of Western Europe (Europe exclusive of Russia) in the Collection of the British Museum von 1912 als eine der Schlüsselpublikationen der europäischen Säugetierforschung. Im Gegensatz zu Miller betrachtete Trouessart dabei den gesamten europäischen Kontinent bis zum Ural.
Er veröffentlichte während seiner wissenschaftlichen Karriere 266 wissenschaftliche und populärwissenschaftliche Artikel und beschrieb etwa 30 neue Gattungen, Arten und Unterarten der Säugetiere, die bis heute valide von ihm benannt sind. Mit seinen Werken beeinflusste er die mammalogische Standardliteratur bis in die Moderne. So legte sein insgesamt dreimal überarbeiteter Catalogus mammalium tam viventium quam fossilium (ein Katalog rezenter und fossiler Säugetiere) die Grundlage moderner Standardwerke wie Classification of Mammals Above the Species Level von Simpson, McKenna und Bell sowie Mammal Species of the World. A Taxonomic and Geographic Reference von Wilson und Reeder (2005).
Von den Säugetiertaxa, die Trouessart beschrieb, sind zahlreiche bis heute valide:
| Ordnung         | Gattung      | Art / Unterart                    | Deutscher Name                   | Jahr | Erstbeschreibung / Anmerkung | Bild                    |
| --------------- | ------------ | --------------------------------- | -------------------------------- | ---- | --- | ----------------------- |
| Diprotodontia   | Wallabia     |                                   | Sumpfwallabys                    | 1905 | Catalogus mammalium tam viventium quam fossilium. Quinennale supplementum fasc. 3–4-. R. Friedländer & Sohn, Berlin, S. 547–929.   | Wallabia bicolor        |
| Insektenfresser | Neotetracus  |                                   | Spitzmausigel                    | 1909 | |                         |
| Insektenfresser | Neotetracus  | Neotetracus sinensis              | Spitzmausigel                    | 1909 | |                         |
| Insektenfresser | Paraechinus  |                                   | Wüstenigel                       | 1879 | | Paraechinus hypomelas   |
| Primaten        | Nycticebus   | Nycticebus coucang menagensis     | Borneo-Plumplori                 | 1897 | | Nycticebus coucang      |
| Primaten        | Erythrocebus |                                   | Husarenaffe                      | 1897 | | Erythrocebus patas      |
| Primaten        | Piliocolobus | Piliocolobus foai oustaleti       | Zentralafrikanischer Stummelaffe | 1906 | |                         |
| Unpaarhufer     | Equus        | Equus burchellii zambeziensis     | Burchell-Zebra, Damara-Zebra     | 1898 | Nach aktueller phylogenetischer Systematik wird Equus burchelli als Unterart Equus quagga burchelli des Steppenzebras betrachtet.  | Equus quagga burchelli  |
| Paarhufer       | Odocoileus   | Odocoileus virginianus ustus      | Weißwedelhirsch                  | 1910 | | Cephalophus natalensis  |
| Paarhufer       | Cephalophus  | Cephalophus natalensis vassei     | Rotducker                        | 1906 | | Cephalophus natalensis  |
| Fledertiere     | Notopteris   | Notopteris neocaledonica          |                                  | 1908 | |                         |
| Fledertiere     | Chaerephon   | Chaerephon major                  |                                  | 1897 | |                         |
| Fledertiere     | Myotis       | Myotis septentrionalis            |                                  | 1897 | | Myotis septentrionalis  |
| Fledertiere     | Epomophorus  | Epomophorus gambianus pousarguesi | Gambia-Epaulettenflughund        | 1904 | | Epomophorus gambianus   |
| Fledertiere     | Triaenops    | Triaenops furculus                |                                  | 1906 | Mittlerweile als Paratriaenops furculus Teil der neu aufgestellten Gattung Paratriaenops                                           |                         |
| Nagetiere       | Lemniscomys  |                                   | Streifengrasmäuse                | 1880 | | Lemniscomys barbarus    |
| Nagetiere       | Gerbillus    | Gerbillus latastei                | Lataste-Rennmaus                 | 1903 | |                         |
| Nagetiere       | Praomys      | Praomys morio                     |                                  | 1880 | |                         |
| Nagetiere       | Pseudomys    | Pseudomys higginsi                |                                  | 1897 | |                         |
| Nagetiere       | Trichomys    |                                   |                                  | 1880 | |                         |
| Nagetiere       | Sciurus      | Sciurus vulgaris arcticus         |                                  | 1880 | | Sciurus vulgaris        |
| Nagetiere       | Tamiasciurus |                                   | Rothörnchen                      | 1880 | Révision du genre écureuil (Sciurus). Le Naturaliste, 1880, S. 290–315 (übersetzt in English in Bull. Geol. Geogr. Surv. VI: 301). | Tamiasciurus hudsonicus |
| Nagetiere       | Nannosciurus |                                   | Braune Zwerghörnchen             | 1880 | Révision du genre écureuil (Sciurus). Le Naturaliste, 1880, S. 290–315 (übersetzt in English in Bull. Geol. Geogr. Surv. VI: 301). |                         |
| Nagetiere       | Funisciurus  |                                   | Rotschenkelhörnchen              | 1880 | Révision du genre écureuil (Sciurus). Le Naturaliste, 1880, S. 290–315 (übersetzt in English in Bull. Geol. Geogr. Surv. VI: 301). | Funisciurus isabella    |
| Nagetiere       | Heliosciurus |                                   | Sonnenhörnchen                   | 1880 | Révision du genre écureuil (Sciurus). Le Naturaliste, 1880, S. 290–315 (übersetzt in English in Bull. Geol. Geogr. Surv. VI: 301). | Heliosciurus spec.      |
| Nagetiere       | Paraxerus    | Paraxerus ochraceus affinis       | Ocker-Buschhörnchen              | 1897 | |                         |
| Nagetiere       | Eutamias     |                                   |                                  | 1880 | In der Regel nicht als eigene Gattung, sondern als Untergattung von Tamias betrachtet.                                             | Eutamias sibiricus      |
| Nagetiere       | Megalomys    |                                   | Karibische Riesenreisratten      | 1881 | | Megalomys desmarestii   |
| Primaten        |              | Colobus oustaleti                 | Oustalet-Stummelaffe             | 1906 | |                         |
| Primaten        |              | Trachypithecus poliocephalus      | Cat-Ba-Langur                    | 1911 | |                         |
| Hasenartige     | Oryctolagus  | Oryctolagus cuniculus brachyotus  | Wildkaninchen                    | 1917 | | Oryctolagus cuniculus   |

Obwohl sich Trouessart vor allem auf seine Forschungen und Publikationen konzentrierte und sich wenig um akademische Politik kümmerte, war er in verschiedenen wissenschaftlichen Gesellschaften aktiv. Er war Vizepräsident (1899–1900) und später Präsident (1901) der Französischen Zoologischen Gesellschaft, korrespondierte mit Zoological Society (London) und der Veneto-Trentino Science Society (Padova), war Vizepräsident (1906) der Biologischen Gesellschaft von Frankreich und Präsident der Sektion Mammalogie der Société Nationale d’Acclimatation de France.

## Dedikationsnamen
Louis Lucien Brasil widmete ihm 1917 die Tahitisturmvogel-Unterart (Pseudobulweria rostrata trouessarti).

## Schriften
Trouessart veröffentlichte während seiner wissenschaftlichen Karriere 266 wissenschaftliche Artikel und Werke, darunter
- Histoire Naturelle de la France. 2e partie: Mammifères. Edition Deyrolle, Paris 1884.
- Catalogue des mammifères vivants et fossiles. 1878–1884.
  - I. Primates. In: Rev. Magas. Zool. 3è ser. T.VI, 1878, S. 108–140, 162–169.
  - II. Chiroptera. In: Rev. Magas. Zool. 3è ser. T.VI, 1878, S. 201–254.
  - III. Insectivora. In: Rev. Mag. Zool. 3è ser. 7, 1879, S. 219–285.
  - IV Rodentia. In: Bull. Soc. Et. Sci. Angers. 10, 1880, S. 58–212.
  - Fasc. IV Carnivores (Carnivora). In: Bull. Soc. Et. Sci. Angers. supplément à l’année 14, 1884, S. 1–108.

- Conspectus Mammalium Europeae: Faune des Mammifères d’Europe. 1910.

## Belege
1. 1 2 3  Christiane Denys, Cécile Callou, Benoît Mellier: The contribution of Edouard-Louis Trouessart to mammalogy. In: Mammalia. 76 (4), Oktober 2012, S. 355–364. doi:10.1515/mammalia-2011-0131.
2. 1 2  Boris Kryštufek, Jonathan L. Dunnum: On the history of European mammalogy. Mammalia. 76 (4), Oktober 2012, S. 351–353. doi:10.1515/mammalia-2012-0077.
3. ↑  Don E. Wilson, DeeAnn M. Reeder (Hrsg.): Mammal Species of the World. A taxonomic and geographic Reference. Johns Hopkins University Press, Baltimore MD 2005, ISBN 0-8018-8221-4.
4. ↑  Colin P. Groves, C. H. Bell: New investigations on the taxonomy of the zebras genus Equus, subgenus Hippotigris. In: Mammalian Biology. 69 (3), 2004, S. 182–196.
5. ↑  Petr Benda, Peter Vallo: Taxonomic revision of the genus Triaenops (Chiroptera: Hipposideridae) with description of a new species from southern Arabia and definitions of a new genus and tribe. (= Folia Zoologica. 58, Monograph 1). 2009, S. 1–45.
6. ↑  Louis Lucien Brasil: Notes sur la faune ornithologique de l’Océanie. In: Bulletin du Muséum national d’histoire naturelle. Band 23, 1917, S. 429–441 (biodiversitylibrary.org).